# Gemeine Ameisenjungfer
Die Gemeine oder Gewöhnliche Ameisenjungfer (Myrmeleon formicarius) ist ein Netzflügler aus der Familie der Ameisenjungfern (Myrmeleontidae). Sie ist wie wenige andere Arten aus der Familie für die spezielle Jagdweise ihrer Larvenform, des sogenannten Ameisenlöwen, auf Ameisen bekannt.

## Merkmale

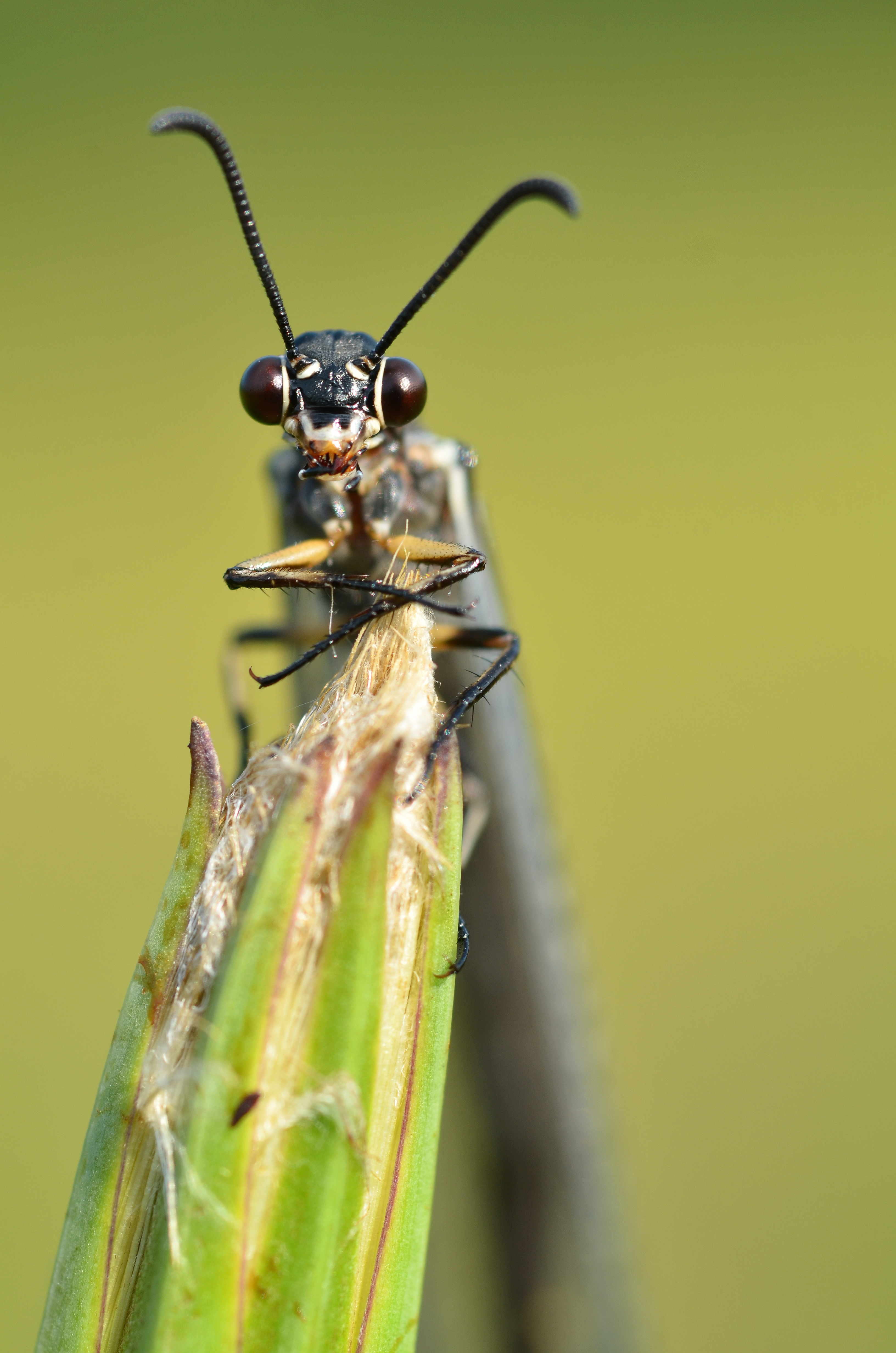
Kopfpartie einer Gemeinen Ameisenjungfer

Als Imago besitzt die Gemeine Ameisenjungfer eine Flügelspannweite von 70 bis 80 Millimetern. Dieses Maß wird durch das erste und größere Flügelpaar geschaffen, dessen einzelner Flügel dementsprechend 35 bis 40 Millimeter lang sein kann. Die Körperlänge der Imago beträgt 30 bis 40 Millimeter. Wie die anderen Arten der Gattung besitzt sie transparente und glasartige Flügel ohne Zeichnungen, wobei bei den anderen Arten das erste Flügelpaar nicht länger als das zweite ausfällt. Kopf und Pronotum besitzen außerdem eine Zeichnung, die es auch ermöglicht, die Gemeine Ameisenjungfer von den anderen Arten zu unterscheiden.
Der Körperbau der Larve – in diesem Falle wie bei der anderer Ameisenjungfern der Ameisenlöwe – ist identisch mit dem anderer Vertreter der Familie. Im letzten Stadium besitzt die Larve eine Länge von 10,3 bis 17,5 Millimetern. Sie ist am gesamten Körper und besonders am Thorax stark beborstet und besitzt einen verhältnismäßig großen Kopf. Die an diesem befindlichen Mundwerkzeuge sind zu Saugzangen umgebildet – eine anatomische Eigenheit, die bei den Larvenstadien aller Netzflügler präsent ist. Mandibeln und Teile der Maxillen sind hier stark vergrößert und miteinander verfalzt, wodurch sie Nahrungskanäle umschließen können. Die Maxillen sind innen einerseits mit einem Giftkanal versehen, durch den Verdauungsenzyme in ein Beutetier injiziert werden; andererseits wird der Nahrungsbrei durch einen zweiten Nahrungskanal, nun extrakorporal verdaut, ausgesaugt und so dem Stoffwechsel zugeführt.

### Ähnliche Arten
Zu den ähnlichen Arten der Gemeinen Ameisenjungfer zählt die etwas kleinere und nah verwandte Dünen-Ameisenjungfer (Myrmeleon bore), die allerdings ausschließlich Sanddünen bewohnt, wo sich auch ihre Larve im offenen Feld entwickelt.

## Vorkommen
Die Gemeine Ameisenjungfer ist in ganz Europa (mit Ausnahme der Britischen Inseln) und in Teilen Asiens bis Japan anzutreffen. Dabei kann sie bis in Höhen von 1.000 Metern (in den Alpen auch bis zu 1.700 Meter) angetroffen werden. Die Imagines bewohnen trockene, sandige und steinige Stellen mit geringer Vegetation, bevorzugt werden besonders überhängende Abbruchkanten. Beispiele für solche Habitate sind Binnendünen und Sandheiden. Die entsprechend ihrer Lebensweise bodenbewohnende Larve findet man besonders in von der Sonne bestrahlten und von Regenfällen geschützten Arealen, lichten Wäldern und Wegrändern. Auch werden gerne Sandabbrüche, Höhleneingänge, Sohlen von Felsüberhängen und Standorte unter Wurzeln und an Hausmauern genutzt. Die Gemeine Ameisenjungfer ist eine der drei in Mitteleuropa vertretenen Arten der Gattung Myrmeleon, die anderen sind die Dünen-Ameisenjungfer und Myrmeleon inconspicuus. Darüber hinaus ist sie eine der 11 in Mitteleuropa vorkommenden Arten aus der Familie der Ameisenjungfern.

### Gefährdung und Schutz
Die Gemeine Ameisenjungfer zählt zusammen mit der Geflecktflügligen Ameisenjungfer (Euroleon nostras) zu den häufigsten Ameisenjungfern Mitteleuropas, obgleich die Geflecktflüglige Ameisenjungfer meist zahlreicher vertreten ist. Zwar ist die Gemeine Ameisenjungfer gebietsweise häufig, doch sind bedingt durch den Rückgang ihrer Lebensräume schwindende Zahlen ihrer Populationen zu beobachten. Die Gemeine und die Geflecktflügelige Ameisenjungfer genießen deshalb beide gesetzlichen Schutz.

## Lebensweise und Beutefang

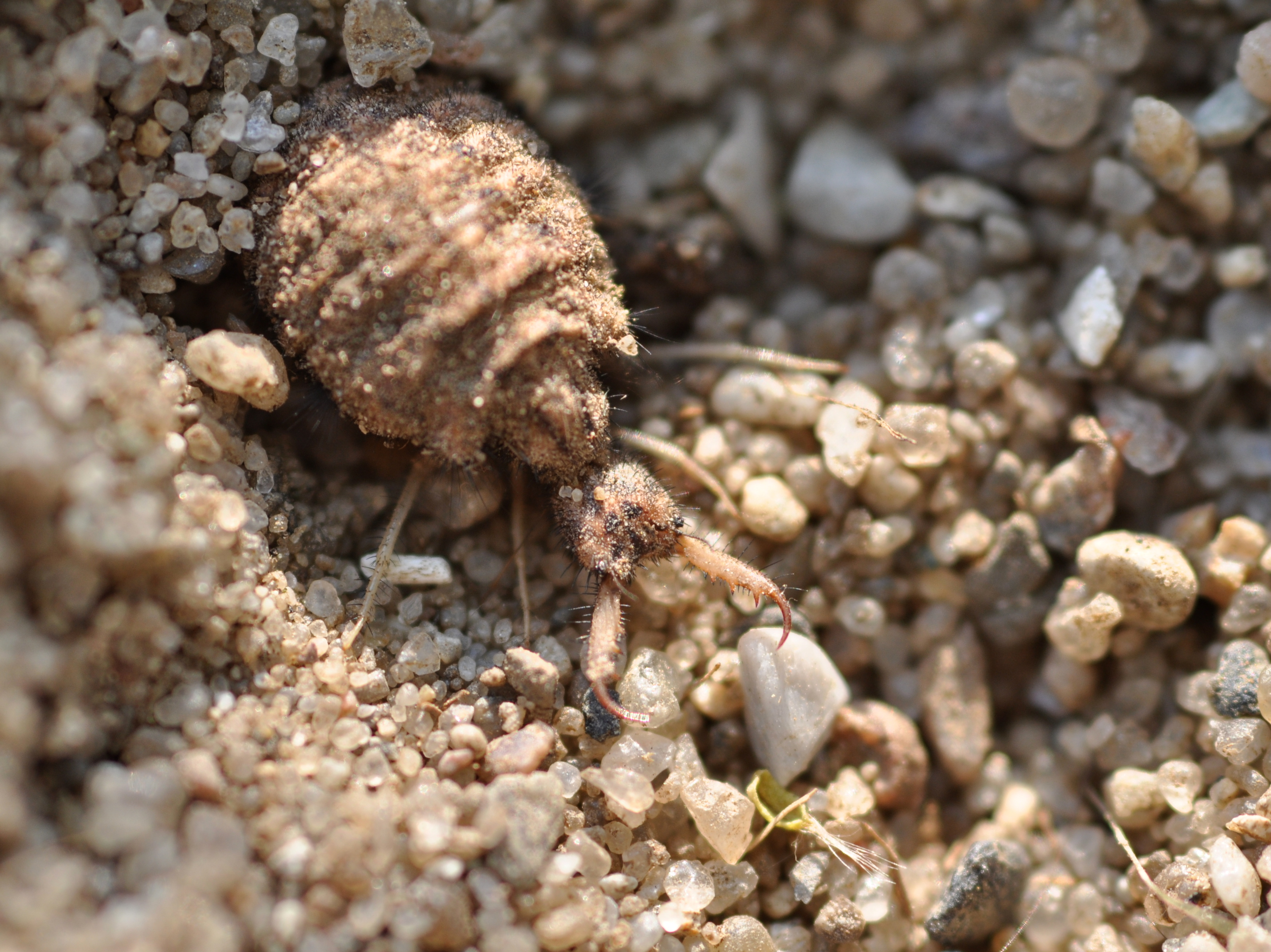
Ameisenlöwe in seinem Fangtrichter

Die nachtaktiven Imagines werden ab der Dämmerung aktiv und erbeuten kleine Insekten im Flug. Sie erinnern aufgrund ihres Flugverhaltens an Libellen und werden deshalb auch als "Nachtlibellen" bezeichnet. Von diesen unterscheiden sie sich auch auf die Ferne durch die gekeulten Fühler. Sie sind recht gute Flieger und können ebenfalls wie Libellen im Flug an einer Stelle still verharren. Den Tag verbringen die ausgewachsenen Insekten überwiegend reglos in der Vegetation und sind deshalb schwer zu entdecken. Sie sitzen dann meist verborgen auf Kniehöhe in der Krautschicht.
Die Larve, der Ameisenlöwe, lebt ebenfalls räuberisch und benutzt den für Ameisenlöwen bekannten Fangtrichter, der allerdings nur bei den Ameisenlöwen von rund 10 % der Arten, einschließlich der Gemeinen, der Gefleckflügeligen und der Dünen-Ameisenjungfer angewandt wird. Im geeigneten Habitat legt der Ameisenlöwe seinen Fangtrichter mit rund 80 Millimetern Durchmesser an, indem er sich spiralförmig in den Untergrund bohrt. Für diesen wird ein lockerer und feinkörniger Untergrund, etwa Sand benötigt. Der Ameisenlöwe selber lauert bewegungslos und vergraben im Grund des Trichters verborgen und kann eine Zeitdauer von mehreren Monaten dort verharren. Lediglich die Saugzangen sind dann sichtbar. Fällt ein beliebiges Beutetier, vorwiegend Ameisen in den Trichter, versucht der Ameisenlöwe dieses blitzschnell mit den Saugzangen zu ergreifen. Gelingt dem Beutetier ein Ausweichen des Zugriffs, versucht der Ameisenlöwe dieses an der Flucht zu hindern, indem er das Beutetier mit Sand beschleudert, sodass dieses am Abgrund des Trichters abrutscht. Nach einem erfolgreichen Zupacken und Aussaugen der Beute wird die leere Hülle (Chitinpanzer) aus dem Trichter geschleudert. Die borstenartige Behaarung dient zur Wahrnehmung von Vibrationen innerhalb des Substrats. Der Wahrnehmungssinn ist sehr fein, sodass vermutlich auch die Anwesenheit von benachbarten Ameisenlöwen wahrgenommen wird. Man spricht hier von intraspezifischer Kommunikation.

### Fortpflanzung

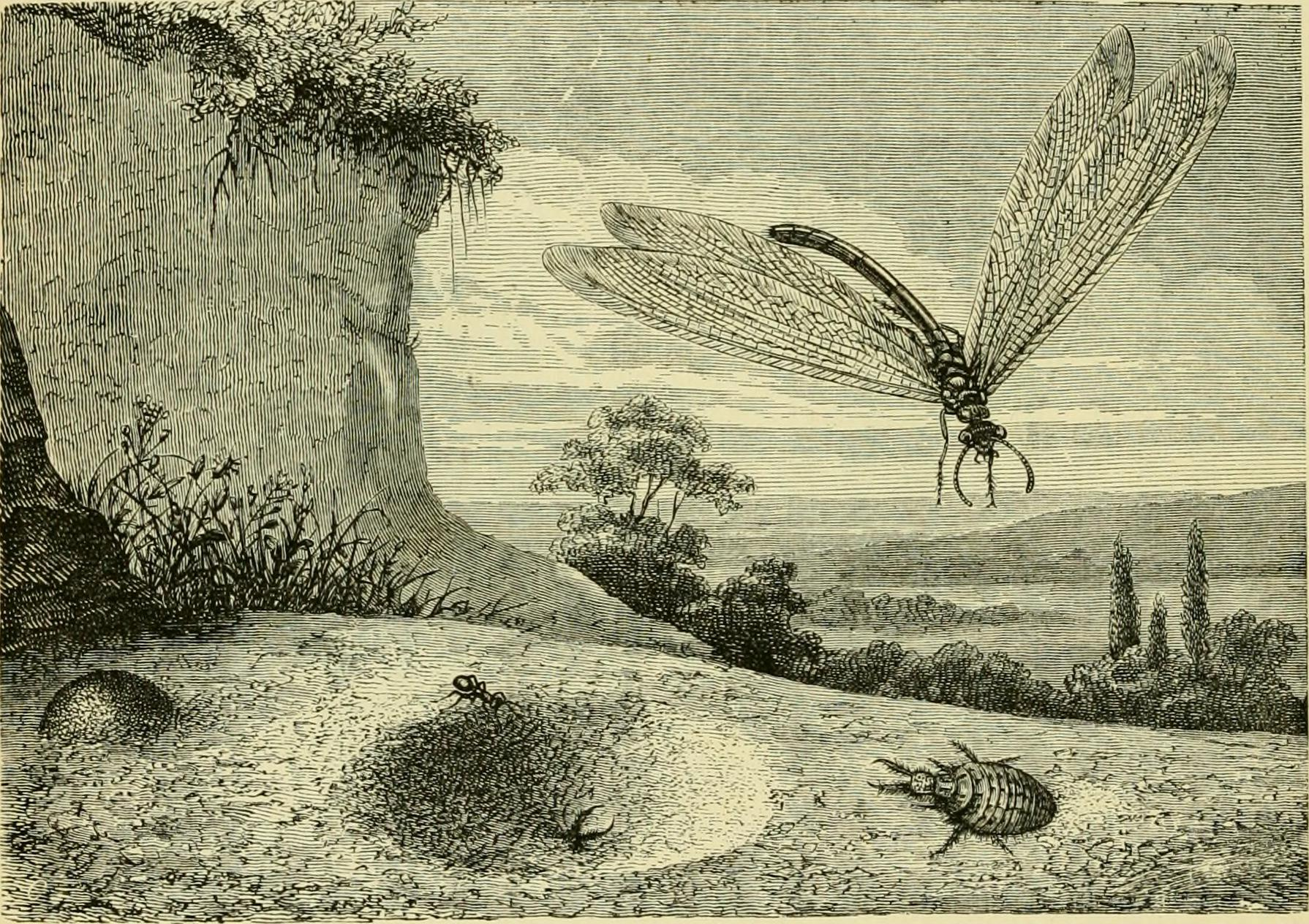
Illustration der Entwicklungsstufen der Gemeinen Ameisenjungfer

Nach der bislang wenig erforschten Paarung legt das Weibchen in eine kleine mit dem Abdomen selbstgegrabene Grube acht Eier, die schwer zu entdecken sind. Die nun geschlüpften Larven, bzw. die Ameisenlöwen durchleben drei Larvenstadien in einer Dauer zwischen einem und drei Jahren, was aber je nach Witterung variieren kann. Meist nimmt die Entwicklung zwei Jahre in Anspruch. Die Larve spinnt nach abgeschlossener Entwicklung einen ebenfalls gut getarnten Kokon, aus dem im Sommer der Imago schlüpft. Dieser hat dann eine Lebenserwartung von drei bis vier Wochen und ist vorwiegend zwischen den Monaten Mai und August zu finden.

## Systematik
Die Gemeine Ameisenjungfer wurde 1767 von Carl von Linné unter der noch heute geltenden Bezeichnung mitsamt der Unterart Myrmeleon formicarius nigrilabrus erstbeschrieben, enthielt allerdings danach von verschiedenen Autoren (u. A. auch von Linné selbst) verschiedene Synonyme.

## Galerie

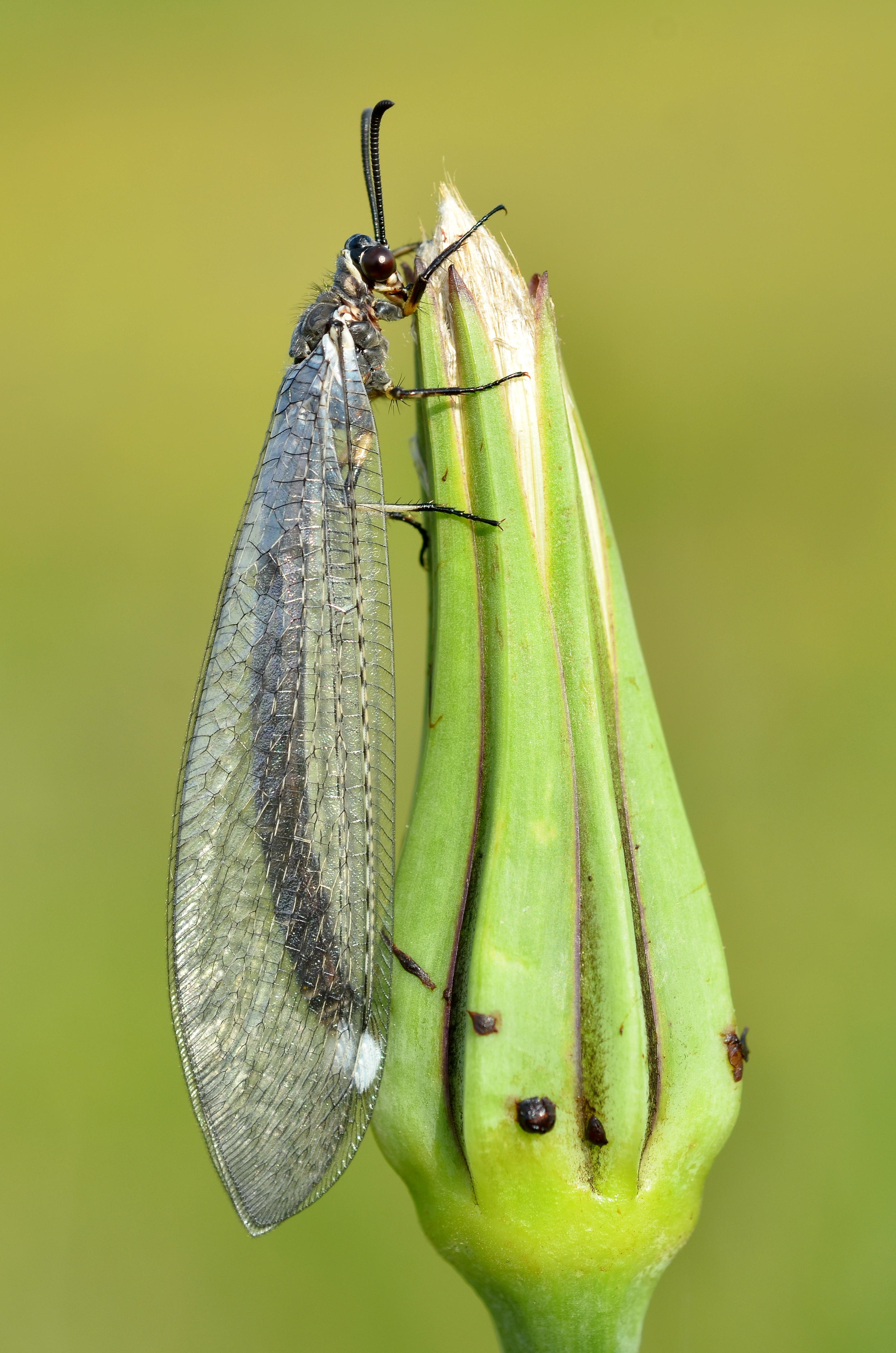
Weitere Ansicht einer Gemeinen Ameisenjungfer
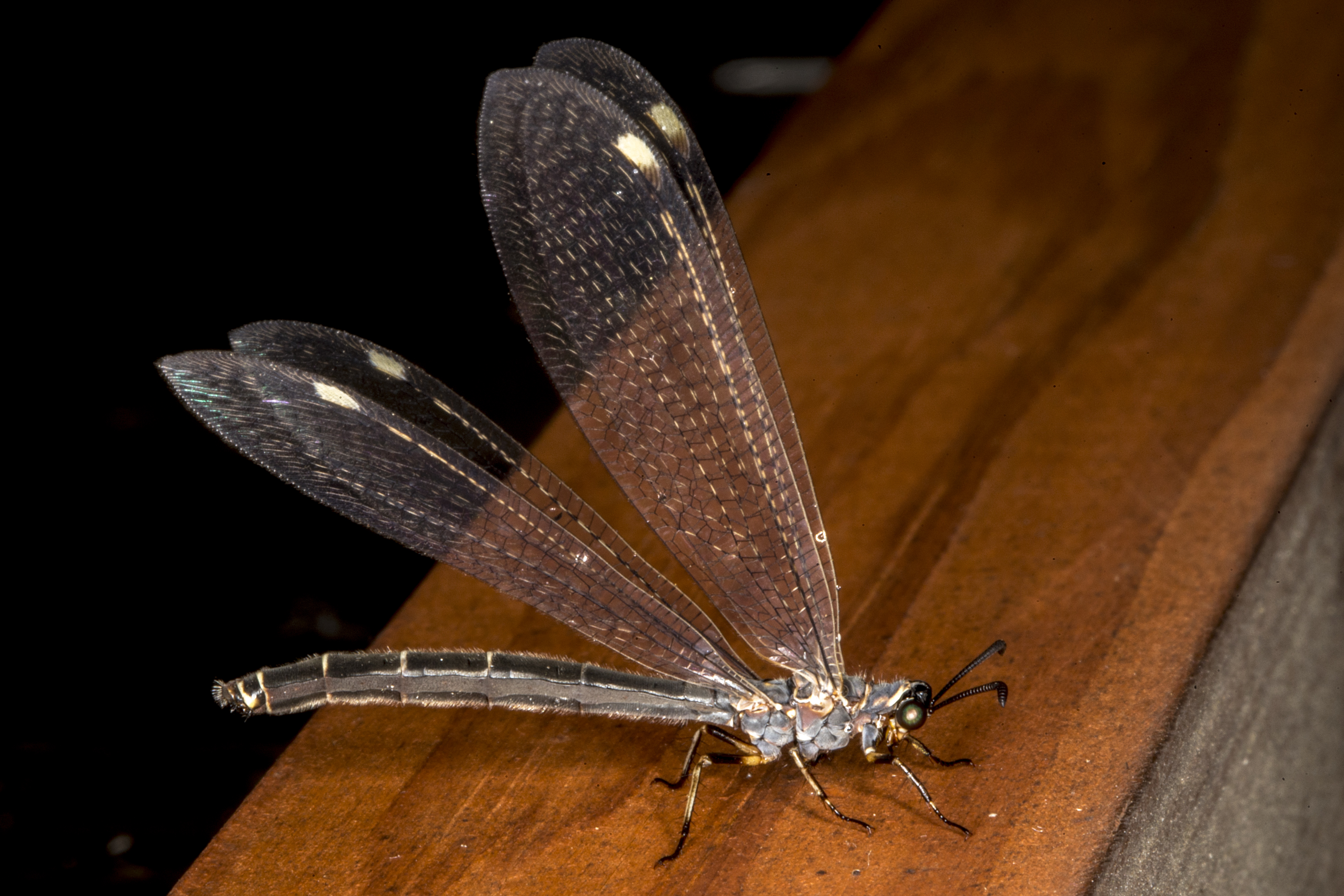
Dito, mit ausgebreiteten Flügeln
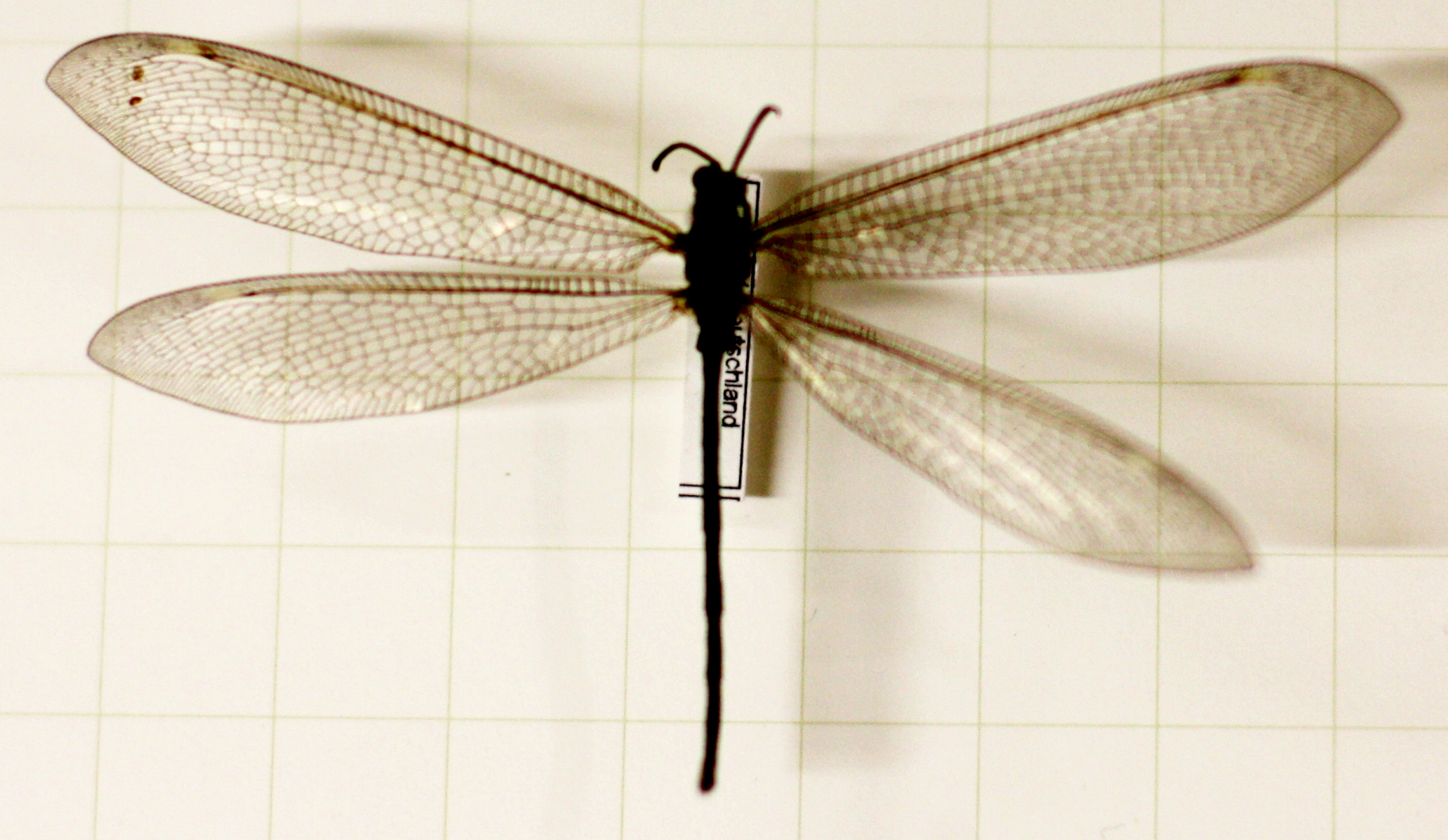
Präpariertes Exemplar im Überseemuseum Bremen
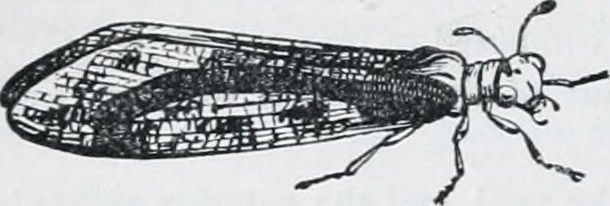
Illustration einer Gemeinen Ameisenjungfer aus dem Werk Georges Cuvier ("Le Règne Animal")
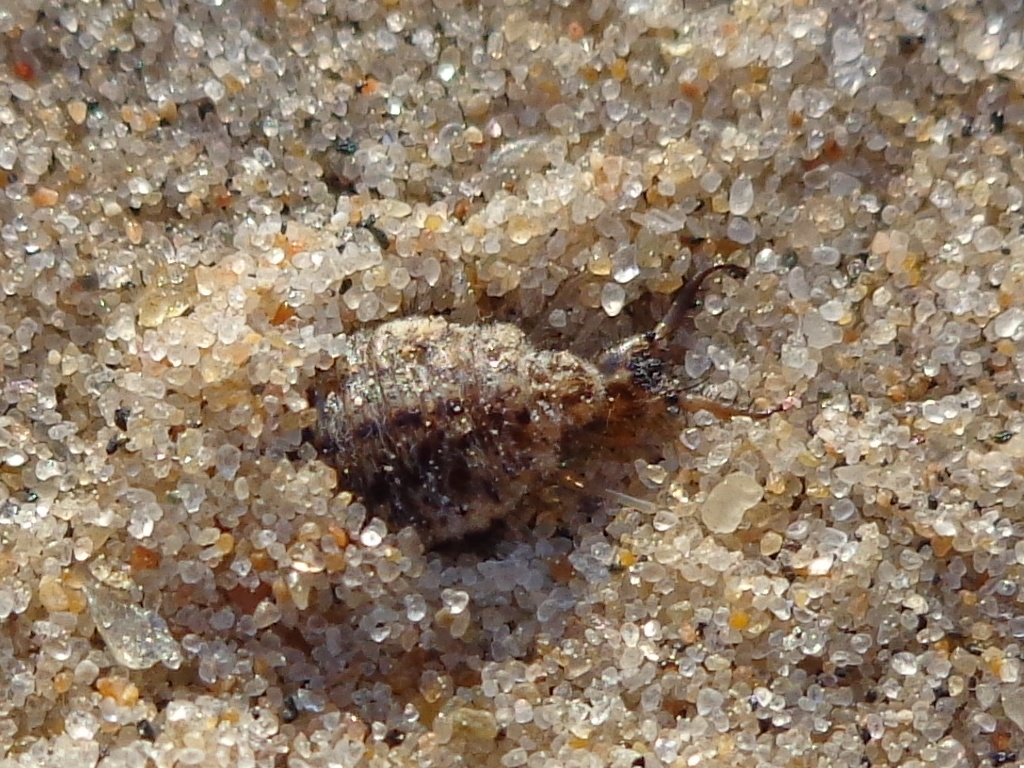
Weitere Ansicht eines Ameisenlöwen in seinem Trichter